# Gondar (Guimarães)
Gondar es una freguesia portuguesa del concelho de Guimarães, con 2,31 km² de superficie y 2.868 habitantes (2001). Su densidad de población es de 1 241,6 hab/km².